# Håvard Vad Petersson
Håvard Vad Petersson (Oslo, 5 gennaio 1984) è un giocatore di curling norvegese.

## Biografia
Partecipò all'età di 26 anni ai XXI Giochi olimpici invernali edizione disputata a Vancouver nella Columbia Britannica, (Canada) nel febbraio del 2010, riuscendo ad ottenere la medaglia d'argento nella squadra norvegese con i connazionali Torger Nergård, Christoffer Svae, Thomas Ulsrud e Thomas Løvold.
Nell'edizione la nazionale canadese ottenne la medaglia d'oro, la svizzera quella di bronzo. Vinse una medaglia d'argento ai campionati mondiali di curling nel 2010 e due di bronzo (2008, 2009).